# Tipula (Arctotipula) tribulator
Tipula (Arctotipula) tribulator is een tweevleugelige uit de familie langpootmuggen (Tipulidae). De soort komt voor in het Nearctisch gebied.